# Emanoil Ionescu
Emanoil Ionescu (Tîmpeni, 17 marzo 1887 – Bucarest, 14 giugno 1949) è stato un militare e aviatore rumeno. Partecipò alla Guerra romeno-ungherese e alla Seconda guerra mondiale.

## Biografia
Emanoil Ionescu, soprannominato "Pipițu" da amici e colleghi aviatori per il modo in cui li rimproverava, nacque il 17 marzo 1893 a Tămpeni, oggi Movileni, situato nel distretto di Olt. Dopo aver frequentato la scuola elementare nel suo villaggio natale, si iscrisse alla scuola normale maschile di Craiova, dove si diplomò nel 1911, il che gli permise di lavorare come insegnante a Tămpeni. Mentre era a Craiova, partecipò a un'esibizione aerea all'Ippodromo di Craiova, rimanendo affascinato dall'aviazione. Il 1° giugno 1915, si iscrisse alla scuola di addestramento militare per ufficiali di fanteria e di riserva; ciò costituiva un primo passo verso la scuola per ufficiali aviatori. Si diplomò tre mesi dopo con il grado di plutoniere, venendo assegnato al 43° Reggimento di fanteria. Fu promosso al grado di sottotenente e il 15 agosto 1916, si arruolò come volontario presso la scuola di aviazione di Cotroceni. Con la scuola trasferita a Botoșani durante la Prima guerra mondiale, ottenne il brevetto di pilota l'11 luglio 1918, dopodiché fu assegnato al 1° Gruppo Aeronautico. Poco dopo, divenne comandante dello Squadrone S.2. Nella primavera del 1919, quando la Repubblica Sovietica Ungherese attaccò la Romania, scoppiando così la Guerra romeno-ungherese, il tenente Ionescu fu assegnato con il suo squadrone al 5° Gruppo Aviazione a Sibiu, una sottounità aerea messa a disposizione del generale Gheorghe Mărdărescu, comandante delle forze rumene in Transilvania durante il conflitto contro l'Ungheria. Tra aprile e giugno 1919 effettuò diverse missioni di combattimento a bordo di aerei Sopwith 1½ Strutter, raccogliendo informazioni e bombardando obiettivi nemici.

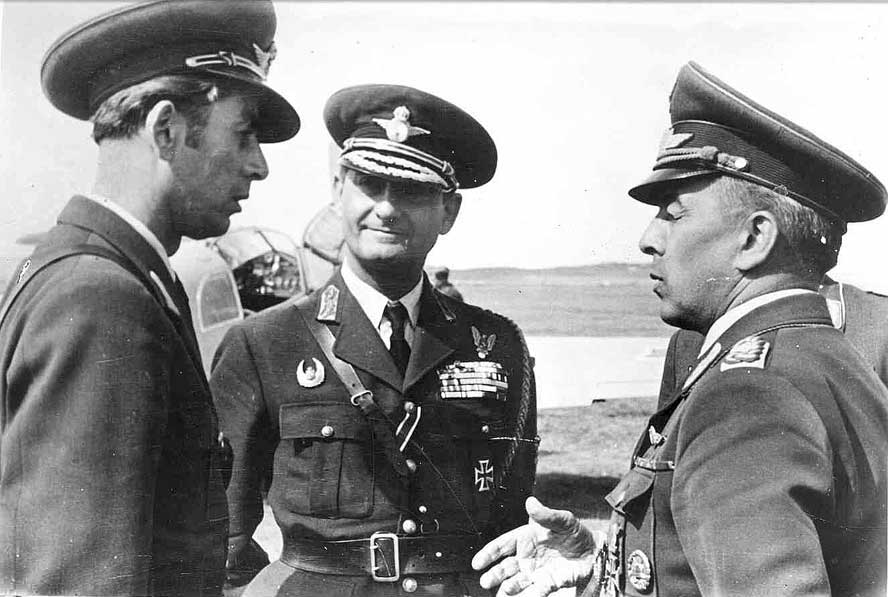
Ionescu (al centro) assieme al generale Karl Angerstein (a destra) nel 1943.

Ionescu fu promosso capitano nell'aprile del 1920 e nominato comandante di squadriglia; l'anno seguente fu promosso maggiore e gli fu assegnato il comando di un gruppo aereo. Dal 1925 al 1937 volò intensamente e divenne noto al pubblico dopo il "Raid della Grande Romania" (3.700 km in 11 ore, con scalo), effettuato con Traian Burduloiu nel 1927. Dal 1927 al 1929 frequentò l'Università nazionale di difesa "Carlo I". Frequentò anche la scuola per osservatori aerei e fu inviato in Francia in due occasioni per frequentare altri corsi. Nell'aprile del 1937, assunse il comando della 3° Flottiglia da Caccia, con base a Galați, con il grado di capitano comandante; sei mesi dopo, fu promosso a comandor (comandante). Tra il 1938 e il 1939, Ionescu ricoprì l'incarico di professore presso la scuola superiore di guerra e di comandante della scuola di aviazione militare "Aurel Vlaicu" di Bucarest. Quando la Romania entrò nella Seconda guerra mondiale a fianco dell'Asse nel 1941, fu assegnato al comando del comando aereo dell'esercito della 4ª Armata con il grado di General de escadră aeriană (Generale di Squadriglia Aerea). Il comando aereo dell'esercito supportò le azioni militari rumene nell'attraversamento dei fiumi Prut e Dniester, con l'aviazione che intervenne per fermare i contrattacchi nemici il 12 luglio. Lo stesso Ionescu volò per 40 ore nella zona delle operazioni sotto il fuoco nemico. Per le sue azioni, ricevette l'Ordine della Virtù Aeronautica con Croce d'Oro con due barre e i gradi di Cavaliere il 1° luglio 1942. Nei due anni successivi, ricoprì posizioni importanti nel sistema educativo dell'Aeronautica Militare. Nel settembre 1943 divenne comandante del 1° Corpo Aereo, l'unica grande unità aerea rumena sul fronte orientale. Nel maggio 1944, fu promosso al grado di comandante generale. Dopo il colpo di Stato di re Michele del 23 agosto 1944, il quale vide la deposizione del primo ministro e Conducător Ion Antonescu, la Romania passò dalla parte degli Alleati e Ionescu continuò a comandare il Corpo Aereo sul fronte in Transilvania, Ungheria e Cecoslovacchia, fornendo supporto aereo alla 1ª e 4ª Armata rumena, così come alla 6ª Armata Corazzata delle Guardie sovietiche e alla 27ª Armata. Partecipò con le sue unità in prima linea ad importanti operazioni, guadagnandosi l'ammirazione dei russi. Il 4 agosto 1945, fu decorato con l'Ordine di Michele il Coraggioso di 3ª Classe. Alla fine della guerra, fu nominato sottosegretario di Stato per l'Aria nel primo governo Groza e tornò a Bucarest, cedendo il comando del corpo al generale Traian Burduloiu il 10 marzo 1945. Poco dopo la guerra, nel 1946, ricevette il grado di tenente generale.
Non approvando le politiche dell'esercito del dopoguerra, richiese un "congedo di disponibilità speciale", ottenendolo il 7 novembre 1947 con decreto reale di re Michele I. Con lo stesso decreto, sarebbe stato assegnato alla riserva il 1° gennaio 1948, venendo anche rimosso dai controlli militari. Un anno e mezzo dopo, il 13 luglio 1949, Emanoil Ionescu morì a Bucarest a causa di una malattia cardiaca. È sepolto nel cimitero di Bellu, vicino alla tomba di Aurel Vlaicu. Nel 2002, la 71ª base aerea della RoAF a Câmpia Turzii è stata intitolata a lui. Una strada a Slatina e una a Bucarest sono state intitolate alla sua memoria.